# نی‌زی‌یو
نی‌زی‌یو(به ژاپنی:ニジユー؛ به کره‌ای:니쥬؛ به انگلیسی:Nizi U)یک گروه دخترانه ژاپنی است که در سال ۲۰۲۰ زیرنظر کمپانی جی وای پی اینترتینمنت و سونی میوزیک اینترتینمنت ژاپن شکل گرفته است. این گروه دارای نه عضو است که اسامی آن‌ها عبارت اند از:ماکو، ریو، مایا، ریکو، آیاکا، مایوکا، ریما، میهی و نینا.
این گروه با رقابت با یکدیگر در برنامه تلویزیونی واقع نما به نام پروژه نی‌زی شکل گرفته است و در تاریخ ۲ دسامبر سال ۲۰۲۰ این گروه با سینگل "Step and a Step" آغاز به کار کردند.
آهنگ قبل از آغاز به کار این گروه با نام Make You Happy که در تاریخ ۳۰ ژوئن ۲۰۲۰ منتشر شد توانست موفقیت‌های بسیاری از جمله کسب رتبه دوم چارت بیلبورد هات صد ژاپن و رتبه ۸۴ در بیلبورد جهانی به جز آمریکا و همین‌طور کسب رتبه ۱۹۲ در بیلبورد جهانی دویست. سینگل این آهنگ هم توانست در چارت‌های بیلبورد ژاپن و اُریکان رتبه یک را کسب کند.

## اعضا
| نام      | نام    | نام     | زادروز                  | محل تولد و ملیت |
| نام هنری | ژاپنی  | انگلیسی | زادروز                  | محل تولد و ملیت |
| ماکو     | マコ   | Mako    | ۴ آوریل ۲۰۰۱ ‏(۲۳ سال)   | ژاپن            |
| ریو      | リオ   | Rio     | ۴ فوریهٔ ۲۰۰۲ ‏(۲۳ سال)   | ژاپن            |
| مایا     | マヤ   | Maya    | ۸ آوریل ۲۰۰۲ ‏(۲۲ سال)   | ژاپن            |
| ریکو     | リク   | Riku    | ۲۶ اکتبر ۲۰۰۲ ‏(۲۲ سال)  | ژاپن            |
| آیاکا    | アヤカ | Ayaka   | ۲۰ ژوئن ۲۰۰۳ ‏(۲۱ سال)   | ژاپن            |
| مایوکا   | マユカ | Mayuka  | ۱۳ نوامبر ۲۰۰۳ ‏(۲۱ سال) | ژاپن            |
| ریما     | リマ   | Rima    | ۲۶ مارس ۲۰۰۴ ‏(۲۰ سال)   | ژاپن            |
| میهی     | ミイヒ | Miihi   | ۱۲ اوت ۲۰۰۴ ‏(۲۰ سال)    | ژاپن            |
| نینا     | ニナ   | Nina    | ۲۷ فوریهٔ ۲۰۰۵ ‏(۲۰ سال)  | ژاپن            |